# IC 1124
IC 1124 ist eine Spiralgalaxie vom Hubble-Typ Sbc im Sternbild Schlange am Nordsternhimmel. Sie ist schätzungsweise 241 Millionen Lichtjahre von der Milchstraße entfernt.
Das Objekt wurde am 28. Mai 1889 von Lewis Swift entdeckt.